# 華特迪士尼世界單軌電車系統
華特迪士尼世界單軌電車系統（英語：Walt Disney World Monorail System）是奧蘭多華特迪士尼世界度假區的一座單軌電車系統。電車系統的3條路線上目前共有12列「Mark VI」單軌列車運行。單軌電車系統於1971年啓用，開幕時只設有神奇王國特快線及度假村線共兩條路線；艾波卡特線則於1982年正式開通。
截至2016年，華特迪士尼世界單軌電車系統是世界上最繁忙的單軌鐵路系統，每日接載逾150,000名乘客；其記錄其後被日載量300,000名的東京單軌電車及日載量900,000名的重慶軌道交通2號線及3號線打破。它與迪士尼樂園單軌電車系統齊名為世界上最有名的單軌系統之一。